# Пневы (гмина, Груецкий повет)
Пневы (пол. Pniewy) — сельская гмина (волость) в Польше, входит как административная единица в Груецкий повет, Мазовецкое воеводство. Население — 4579 человек (на 2004 год).

## Демография
| Перепись                       | Всего   | Всего | Женщины | Женщины | Мужчины | Мужчины |
| ------------------------------ | ------- | ----- | ------- | ------- | ------- | ------- |
| Единицы                        | человек | %     | человек | %       | человек | %       |
| Население                      | 4579    | 100   | 2250    | 49,1    | 2329    | 50,9    |
| Плотность населения (чел./км²) | 44,9    | 44,9  | 22      | 22      | 22,8    | 22,8    |

## Сельские округа
1. Александрув
2. Будки-Петрыковске
3. Цехлин
4. Цыхры
5. Дашев
6. Домбрувка
7. Гинетувка
8. Езора
9. Езора-Новина
10. Езурка
11. Юзефув
12. Юрки
13. Каролев
14. Коцераны
15. Колёня-Юрки
16. Коне
17. Корнелювка
18. Крушев
19. Крушевек
20. Михрув
21. Михрувек
22. Михрув-Стефув
23. Наталин
24. Новина-Пшенславице
25. Осечек
26. Пневы
27. Пшенславице
28. Пшикоры
29. Росолув
30. Теодорувка
31. Вятровец
32. Вильчоруда
33. Вильчоруда-Парцеля
34. Виталювка
35. Воля-Грабска
36. Воля-Пневска
37. Вулька-Заленска
38. Заленже-Дуже

## Соседние гмины
1. Гмина Бельск-Дужы
2. Гмина Блендув
3. Гмина Груец
4. Гмина Мщонув
5. Гмина Тарчин
6. Гмина Жабя-Воля